# Schweizer Verein für die Schneller Schulen im Nahen Osten
Der Schweizer Verein für die Schneller Schulen im Nahen Osten (SVS) ist ein eingetragener Verein. Der Verein hat seinen Sitz in Zürich. Der SVS unterstützt und begleitet die Arbeit der Johann-Ludwig-Schneller-Schule im Libanon (Khirbet Kanafar) und der Theodor-Schneller-Schule in Jordanien (Amman).

## Geschichte
Im Jahr 1860 beauftragte der Schweitzer Christian Friedrich Spittler den aus Württemberg stammenden Johann Ludwig Schneller, ein Waisenhaus in Jerusalem zu gründen. Es sollten christliche Kinder, die bei den Religionsunruhen im Libanon und Syrien ihre Eltern verloren hatten, aufgenommen werden. Schneller reiste in die damalige Provinz Syrien und kam im November 1860 mit neun Kindern nach Jerusalem. Dies war der Anfang des Syrischen Waisenhauses.
Mithilfe von Spendengeldern aus Deutschland, den Vereinigten Staaten und der Schweiz konnte das Waisenhaus weiter ausgebaut werden. In der Schweiz sammelte das Schweizer Hilfskomitee für das Syrische Waisenhaus Spenden und über den Kontakt zu Christian Friedrich Spittler wurden einige Absolventen der Pilgermission St. Chrischona als Lehrer nach Jerusalem gesendet.
Ende des 19. Jahrhunderts beherbergte das Syrische Waisenhaus bereits über 200 Kinder. Nach dem Tod Johann Ludwig Schnellers im Jahr 1896 führte sein Sohn Theodor und später sein Enkel Hermann das Waisenhaus weiter. Da die Handlungsspielräume der deutschen Organisationen vor und während des Zweiten Weltkriegs in Jerusalem stark eingeschränkt waren, übernahm das Schweizer Hilfskomitee wichtige Aufgaben, wie beispielsweise den Transfer von Geld zur Aufrechterhaltung des Betriebes. Die deutsche Anstalt in Jerusalem wurde jedoch 1940 geschlossen und durfte auch nach der Neugründung des Staates Israel im Jahr 1948 nicht fortgeführt werden.
Die Söhne Theodor Schnellers entschieden, die Arbeit in den arabischen Nachbarstaaten fortzuführen. Hermann ging im Jahr 1951 mit sieben Kindern zunächst nach Amman und schließlich in die libanesische Bekaa-Ebene. Unweit von Zahlé, in Khirbêt Qanafâr (Khirbet Kanafar), konnte am 24. März 1952 die Johann-Ludwig-Schneller-Schule (JLSS) eröffnet werden. Bei der Neugründung der Schule waren Vertreter des Schweizer Hilfskomitees vor Ort mit dabei. Sie wird heute von der National Evangelical Church of Beirut (NECB) getragen.
Ernst Schneller gehörte zu den Initiatoren der Theodor-Schneller-Schule (TSS), welche im jordanischen Amman am 11. November 1966 gegründet wurde. Die Trägerschaft der TSS liegt heute beim Bischof der Episkopalkirche von Jerusalem und dem Nahen Osten.
Im Jahr 2008 wurde aus dem Schweizer Hilfskomitee der Schweizer Verein für die Schneller Schulen im Nahen Osten. Zurzeit zählt der Verein ungefähr 80 Mitglieder.

## Tätigkeitsbereiche
Der SVS unterstützt und fördert die Arbeit der Schneller-Schulen im Nahen Osten. Dazu werden jährliche feste Beträge an die Schulen weitergeleitet und darüber hinaus einzelne Projekte finanziell unterstützt. Die Mitglieder des Vorstandes besuchen regelmäßig die Schulen vor Ort. Der Verein ist keiner Kirche angegliedert und betreibt keine Mission. Aus der Geschichte heraus besteht jedoch eine Nähe zu den evangelisch-reformierten Kirchgemeinden in der Schweiz.
Der gemeinnützige Verein fördert die pädagogische und erzieherische Arbeit der Schneller Schulen und informiert über die Tätigkeit der beiden Schulen, weckt Interesse für sie und sammelt Unterstützungsgelder. Über 1000 interessierte Einzelpersonen, Pfarrämter und Kirchgemeinden werden vom Vereinsvorstandes vier Mal pro Jahr über aktuelle Entwicklungen informiert.
Der Verein koordiniert seine Unterstützung mit dem Evangelischen Verein für die Schneller-Schulen e.V. in Deutschland und den Freundeskreisen in den Vereinigten Staaten von Amerika.